# Sheila M. Robinson
Pour les articles homonymes, voir Sheila, Marie et Robinson.
Sheila M. Robinson, née Sheila Marie à Saint-Louis dans le Missouri, est une actrice américaine de cinéma et de séries télévisées,.

## Filmographie

### Comme actrice
- 2015 : Inside (court métrage) : la marmonneuse folle
- 2015 : Not My Flag (court métrage) : Estella Jennings
- 2016 : Labyrinth (court métrage) : invitée à la soirée
- 2016 : Popstar: Never Stop Never Stopping : la mariée lesbienne
- 2016 : The Foxes (court métrage) : la détective
- 2016 : Envisioned: Solace of Our Demons : Pamela
- 2017 : Stop the Bleeding! (série télévisée) : Bernice
- 2017 : Tosh.0 (série télévisée) : la Star / la joueuse de Softball
- 2017 : SMILF (série télévisée) : Jan
- 2019 : Imaginary Order : Mya, la coach
- 2019 : Adam Ruins Everything (série télévisée) : l'agent du FBI
- 2019 : Green Valley (série télévisée) : officer Dixon
- 2019 : The L Word: Generation Q (série télévisée) : la régisseuse

### Comme réalisatrice
- 2015 : Not My Flag (court métrage)

### Comme scénariste
- 2015 : Not My Flag (court métrage)

### Comme productrice
- 2015 : Not My Flag (court métrage)